# Junkers T 19
Junkers T 19 – próbny niemiecki samolot szkolno-treningowy wyprodukowany w 1922 roku w zakładach Junkersa.

## Historia
Został zaprojektowany przez Ernsta Zindela i Filipa von Doepp. Był to górnopłat o zamkniętej kabinie dla pilota i pasażerów. Służył do testowania rozwiązań aerodynamicznych. Pierwszy lot odbył się 14 lipca 1922 roku. Wyposażano go w różne silniki firm Siemens, Armstrong-Siddeley, czy własny Junkers L1.
Łącznie zbudowano trzy egzemplarze tego testowego modelu. Mimo różnych problemów ze sterownością, brał z powodzeniem udział w zawodach lotniczych. Doświadczenia zdobyte przy jego konstruowaniu wykorzystano do budowy modeli T 23 i T 26.